# Ahmet Anzavur

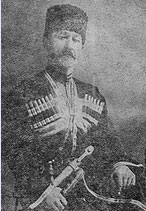
Ahmet Anzavur

Ahmet Anzavur (1885 - 15 aprilie 1921) a fost un ofițer de jandarmerie din Imperiul Otoman. El era descendentul unei familii de cerchezi. A participat la luptele Primului Război Mondial cu gradul de maior, pentru ca mai apoi să devină liderul unei mișcări anatoliene de gherilă implicată în ceea ce a devenit cunoscut în istorie ca Revolta lui Ahmet Anzavur din timpul Războiului de Independență al Turciei.
În timpul Războiului de Independență al a fost motivat atât de guvernul otoman cât și de serviciile secrete britanice să se revolte împotriva revoluționarilor turci, a liderului acestora, Mustafa Kemal Pașa și a Marii Adunări Naționale .
A fost condamnat la moarte în contumacie în februarie 1921, capturat și executat pe 15 aprilie același an. 